# استان حماة
استان حَمات (به عربی:  محافظة حماة) یکی از استان‌های کشور سوریه است.

## جغرافیا
مرکز این استان شهر حمات است.
حمات یکی از قدیمی‌ترین مناطق خاورمیانه است که انسان‌های ماقبل تاریخ در آن زندگی می‌کرده‌اند.
مساحت این استان در حدود ۸۸۸۰ کیلومتر مربع می‌باشد.
رود عاصی از وسط این شهر می‌گذرد.

## جمعیت
جمعیت استان حمات طبق سرشماری عمومی اخیر ۱٬۴۵۰٬۰۰۰ نفر بوده‌است.
مرکز این استان شهر حمات است که در کرانهٔ رود عاصی بطول ۱۷۱ کیلومتر واقع شده‌است، در طول مسیر این رود درختزارهای زیادی به‌ویژه از مرکبات دیده می‌شود                          ۶۰٪ مردم حماه مسلمانان سنی هستند و ۲۰٪ را علوی ها تشکیل می دهند. حدود ۱۲% نیز اسماعیلی ها وبیش از  ۱% دیگر را شیعیان دوازده امامی تشکیل میدهند و جامعه کوچک مسیحی نیز که ۷% مردم استان حماه را تشکیل می دهند.
| دین مردم استان حماه | دین مردم استان حماه | دین مردم استان حماه | دین مردم استان حماه | دین مردم استان حماه |
| ------------------- | ------------------- | ------------------- | ------------------- | ------------------- |
| قومیت               | قومیت               |                     | درصد                | درصد                |
| سنی                 | سنی                 |                     | ۶۰٪                 | ۶۰٪                 |
| علوی                | علوی                |                     | ۲۰٪                 | ۲۰٪                 |
| شیعه اسماعیلی       | شیعه اسماعیلی       |                     | ۱۱٫۵٪               | ۱۱٫۵٪               |
| مسیحی               | مسیحی               |                     | ۷٪                  | ۷٪                  |
| شیعه دوازده امامی   | شیعه دوازده امامی   |                     | ۱٫۵٪                | ۱٫۵٪                |

## شهرستان‌ها
مرکبات، بر زیبائی و جمال این شهر افزوده‌است.

## شهرها
استان حماه شامل ۹ شهر است:
- - حمات
  - سقیلبیه
  - سلمیه
  - حلفایا
  - صوران
  - طیبه الامام
  - کفرزیتا
  - محرده
  - مصیاف

### کوی
- - نهر البارد

## آثار
قلعهٔ حمات یکی از مشهورترین قلعه‌های تاریخی سوریه‌است. این دژ که در بالای تپه‌ای راهبردی قرار دارد در جنگ‌های صلیبی نقش مؤثری داشته‌است.